# Teaterladen
Teaterladen (svensk: Teaterladan, officielt Hedemora Gamla Theater) er et teater og en fredet bygning i Hedemora, Hedemora Kommune, Dalarnas Län, Sverige. Bygningen blev opført i 1820'erne i tre plan, hvoraf to anvendes som opbevaring og det tredje som teater. Det er et af de få tilbageværende landsbyteatre i Sverige. Bygningen blev fredet i 1964.

## Historie og brug
Teaterladen blev opført mellem 1826 og 1829. Bygningen er i tre plan, hvor teater og omklædningsrum findes på den øverste etage og opbaveringrum på de to øvrige etager. Den første forestilling der blev vist i teatret, var et forestilling af A. P. Bergmans Sällskap den 1. februar 1829. Sammen med det gamle teater i Vadstena og det gamle teater i Eskilstuna, er Teaterladen et af de få bevarede landsbyteatre og det indgår i den nordiske del af den europæiske kulturrute for historiske teatre.
Teaterladen afholdt jævnligt forestillinger i perioden mellem 1829 og 1888. I 1888 ophørte forstillingerne, idet Frelsens Hær lejede sig ind i bygningen. Frelsens Hær forlod bygningen i 1910, hvorefter bygningen forfaldte. Teateret blev renoveret i forbindelse med Hedemoras 500 års jubilæum som købstad. Her blev den officielt indviet den 20. juni 1946 af det daværende kornprinsepar Gustav Adolf og Louise.
Bygningen blev fredet den 9. oktober 1964. Der vises stadig forstillinger samt koncerter hver sommer. Der findes ligeledes et lille teatermuseum, hvor der findes noget om August Lindberg.

## Galleri
- Scenen
- Bænkerækker
- August Lindbergs hjørne, del af udstillingen om Lindberg